# Kawin Thamsatchanan
Kawin Thamsatchanan, född 26 januari 1990 i Bangkok, är en thailändsk fotbollsspelare.
Thamsatchanan spelade 66 landskamper för det thailändska landslaget.